# ماتشانلو
ماتشانلو هي قرية في مقاطعة سميرم، إيران. يقدر عدد سكانها بـ 29 نسمة بحسب إحصاء 2016.